# 스테파노 곱비
스테파노 곱비(Stefano Gobbi, 1930년 3월 22일 - 2011년 6월 29일)는 이탈리아의 로마 가톨릭교회 사제이다. 이탈리아 코모 태생으로서 1964년에 사제로 서품되었다. 훗날 그는 로마 교황청립 대학교에서 종교 신학 분야에서 박사 학위를 받았다. 스테파노 곱비 신부는 1972년에 파티마의 성모 성지를 방문하여 내적 담화를 받은 후에 국제 가톨릭 운동인 마리아 사제 운동(MMP)을 창설하였다.

## 중요한 사건
1972년 5월 9일 스테파노 곱비 신부는 포르투갈의 파티마를 방문하여 파티마의 성모 성당에서 기도를 하였다. 이때 그는 성모 마리아로부터 내적 담화 형식의 계시를 받았다고 한다. 그러나 그는 자기 눈앞에 성모 마리아가 발현한 것이 아니라 내면의 목소리를 듣는 것이라고 말하였다. 그는 나중에 1972년 5월 나자렛의 성모 영보 성당에서 기도하던 중에 내면 담화 형식으로 받은 성모 마리아의 메시지가 참인지를 다시 한 번 확인하기 위해 성모 마리아에게 기도하였다. 그의 내면에 들린 목소리는 그에게 기꺼이 자원해서 티 없는 마리아 성심에 자신을 봉헌하고 교황과 가톨릭교회와의 강한 일치감을 위해 일하려는 다른 사제들을 모아줄 것을 요청하였다. 1972년 10월 13일 파티마의 성모 발현 55주년 행사 때에 스테파노 곱비 신부는 두 명의 다른 사제와 함께 이탈리아 코모 인근의 제라 라리오의 성당에서 마리아 사제 운동을 창시하였다.

## 마리아 사제 운동의 확장
마리아 사제 운동은 단기간 내에 급속도로 성장하였으며, 1973년 9월 로마 인근의 산비토리노에서 처음으로 국제 모임을 가졌는데, 당시 이 모임에는 80명이 넘는 가톨릭 사제가 참석하였다. 곱비 신부는 이탈리아에서 사제들과 평신도들을 위한 다락방 기도 모임을 가진 것을 시작으로, 나중에는 전 세계를 무대로 다락방 기도 모임을 가졌다. 이는 예수 그리스도가 승천하고나서 사도들이 성모 마리아와 함께 예루살렘의 다락방에 모여 성령 강림을 기다리며 기도에 전념했던 것을 기억하고 재현하는 의미를 지닌 것이다. 다락방 기도 모임에서 회합을 갖는 가톨릭 신자들은 성모 마리아를 통해서 예수 그리스도에게 기도를 바칠 것을 요청받는데, 이는 성모 마리아를 통해서 교회와 그리스도가 태어났기 때문이다. 마리아 사제 운동은 현재 이탈리아 밀라노를 본원으로 하여 전 세계에 분원이 퍼져 있다. 마리아 사제 운동 측의 보도에 의하면, 현재 400명이 훨씬 넘는 가톨릭교회의 추기경들과 주교들 그리고 100,000명이 넘는 사제들과 수백만 명에 달하는 신자들이 이 운동에 회원으로서 동참하고 있다고 한다. 대한민국에는 1978년 하 안토니오 몬시뇰 사제관에서 사제 10여 명이 모여 다락방 기도 모임을 가진 것을 시작으로 마리아 사제 운동이 전개되었으며, 1991년에 마리아 사제 운동 봉사회가 설립되었으며, 현재 200여 명에 달하는 사제가 가입되어 있다.

## 메시지
1973년 7월 곱비 신부는 성모 마리아로부터 자신이 전하는 메시지가 담긴 내적 담화의 내용을 책으로 쓰라는 요청을 받았다고 한다. 그리하여 1973년 7월부터 1997년 12월까지 그가 받은 총 604개의 메시지는 《성모님께서 지극히 사랑하시는 아들 사제들에게》라는 제목의 책자로 발간되었다. 이 메시지는 현재 마리아 사제 운동의 안내서에도 실려 있다.

## 바티칸과의 관계
오늘날까지 교황청 신앙교리성에서는 곱비 신부의 내적 담화 메시지에 대해 어떠한 공식적 의견을 내놓지 않고 있다. 마리아 사제 운동 회원들은 정기적으로 로마에서 만남을 갖고 있다. 곱비 신부는 개인적으로 성모 마리아에 대해 큰 신심을 갖고 있었던 교황 요한 바오로 2세와는 막역한 사이였다고 전해진다. 또한, 요한 바오로 2세는 몇 년 동안 곱비 신부를 만나 그와 함께 바티칸에 있는 교황 개인 경당에서 공동으로 미사를 집전했다고 한다.

## 말년
선종하기 전에 곱비 신부는 공식적인 주소는 밀라노였지만, 마리아 사제 운동을 더욱 확산시키고 다락방 기도 모임을 열기 위해 전 세계를 순회하였다. 곱비 신부는 2011년 6월 29일에 심장마비로 선종하였다.